# Aerozol gaśniczy
Aerozol gaśniczy – środek do gaszenia pożarów wytwarzany w wyniku reakcji spalania ciała stałego w specjalnych generatorach aerozolu.

## Działanie
Zasada działania aerozoli gaśniczych opiera się na przerwaniu łańcucha reakcji fizyko-chemicznych spalania, poprzez związanie wolnych rodników palenia z wysoce wydajnym i efektywnym aerozolem gaśniczym powstałym z przekształcenia materiału stałego. Metoda ta nie zmniejsza poziomu tlenu w powietrzu oraz pozostawia śladową ilość zanieczyszczeń.

## Zastosowanie
Zastosowanie aerozoli gaśniczych jest uniwersalne i spełnia wymogi większości zastosowań. Generatory Aerozolu Gaśniczego mogą być częścią stałego systemu przeciwpożarowego (SUG) lub stanowić samodzielne urządzenie gaśnicze.
- grupy A (pożar ciał stałych) –  skuteczność gaśnicza potwierdzona dla: akrylo-nitrylo–butadieno-styrenu (ABS), polimetakrylanu metylu (PMMA), polipropylenu (PP), płyt paździerzowych laminowanych, płyt pilśniowych (MDF), sklejki, styropianu[1].
  - linie produkcyjne, kotłownie, sterownie, przestrzenie międzystropowe i podpodłogowe.
- grupy B (pożar cieczy palnych);
  - silniki spalinowe, pomieszczenia bagażowe, warsztaty, maszynownie.
- grupy C (pożar gazów palnych);
- grupy F (pożar tłuszczów);
- urządzeń elektrycznych pod napięciem do 36 kV
  - Pomieszczenia ruchu elektrycznego, serwerownie, tunele kablowe, komory transformatorowe, elektrownie wiatrowe, generatory prądotwórcze, lokomotywy elektryczne, maszynownie, wagony, kontenery automatyki kolejowej.

Znajdują również zastosowanie podczas pożarów w archiwach i zabytkach (zwłaszcza z utrudnionym dostępem), przemyśle zbrojeniowym oraz na morzu.

## Cechy
- posiadają w pełni automatyczny i niezależny system detekcji i aktywacji (możliwość aktywacji ręcznej, termicznej, elektrycznej);
- nie są zależne od zewnętrznego źródła zasilania elektrycznego i/lub ciśnieniowego;
- nie wymagają instalacji hydraulicznych, systemu pomp i zbiorników ciśnieniowych (nie podlegają pod nadzór UDT);
- mają długi czas użytkowania i niezmienną efektywność w czasie;
- mają stałą wydajność niezależną od temperatury i wilgotności;
- pracują w zakresie temperatur od –40 °C do +50 °C i wilgotności do 98%;
- podczas działania nie wypierają tlenu z pomieszczenia;
- nie są zbiornikami ciśnieniowymi, co oznacza, że mogą znajdować się bezpośrednio w ogniu, nie powodując zagrożenia wybuchem;
- mimo iż nie zawierają substancji korozjotwórczych, w środowisku wodnym osiągają pH 8-10, co może uszkodzić materiały i aparaturę wrażliwą na wysokie pH;
- ze względu na zasadowy odczyn aerozoli osiadających po wyładowaniu nie zaleca się ich stosowania w pomieszczeniach typu „clean room”;
- powodują znaczne ograniczenie widoczności mogące powodować problemy przy ewakuacji;
- wysokie temperatury w strumieniu podczas wyładowania mogą powodować poparzenia;
- w produktach powstających przy wytwarzaniu aerozolu występują takie substancje jak: amoniak, tlenki azotu, tlenek węgla, cyjanowodór. Substancje te mają szkodliwe działanie na organizm człowieka;
- podczas wyładowania występuje konieczność wyłączenia urządzeń klimatyzacyjnych, których filtry wychwytują aerozol, pomniejszając jego skuteczność gaśniczą;

## Atesty i certyfikaty
Generatory aerozolu gaśniczego są zaakceptowane do stosowania w gaszeniu pożarów na podstawie normy unijnej:
- CEN/TR 15276-1 Fixed firefighting systems – Condensed aerosol extinguishing systems – part. 1: Requirements and test methods for components
- CEN/TR 15276-2 Fixed firefighting systems – Condensed aerosol extinguishing systems – Part 2: Design, installation and maintenance).

Generatory Aerozolu Gaśniczego posiadają:
- atest PZH nr PZH/HT-2059/2006;
- dobrowolny certyfikat zgodności Polskiego Centrum Naukowo-Badawczego Ochrony Przeciwpożarowej nr 2475/2007;
- oraz certyfikat Laboratorium Wysokich Napięć Instytutu Energetyki w Warszawie dopuszczający AGS do gaszenia urządzeń o napięciu znamionowym do 36 kV.